# Grenadine (Textil)
Grenadine ist eine Bezeichnung
- für einen hochgedrehten Zwirn aus reiner Seide oder Chemiefaser-Filamenten mit einer Drehung (Torsion) von 1000 bis 1500 T/m,[1][2] der dem  Voilegarn und dem Crêpe-Garn der Baumwollspinnerei entspricht.[2]  sowie

- für ein feines Gewebe aus Seide oder Viskosefilamenten in Taftbindung, das für Kleider und Blusen eingesetzt wird.[3][4]